# Lynk & Co・06
Lynk & Co 06は、中国のLynk & Coが販売している5ドアSUVである。

## 概要
06は、2020年9月7日に発売され、ガソリンエンジンとプラグインハイブリッドシステムの2種類のパワートレインを設定している。
発売当初は最高出力177PS・最大トルク265Nmの1.5L 3気筒ターボチャージャー付きエンジン搭載モデルのみが設定されていたが、後に、1.5L 3気筒のターボチャージャー付きエンジンと81PSを発揮するモーターおよびバッテリーを組み合わせたプラグインハイブリッドモデルが追加された。